# Ivar Löfqvist
Ivar Löfqvist, född 17 juni 1915 i Adolf Fredriks församling i Stockholm, död 4 december 2005 i Lidingö församling i Stockholms län, var en svensk ämbetsman.
Löfqvist avlade juris kandidatexamen i Stockholm 1939. Han blev amanuens vid Finansdepartementet 1942, andre kanslisekreterare 1947, förste kanslisekreterare 1949, kansliråd 1953 och expeditionschef 1956. Han var generaldirektör och chef för Statskontoret 1963–1973 (tillförordnad från 1957).  Han invaldes 1964 som ledamot av Kungliga Ingenjörsvetenskapsakademien. Löfqvist blev kommendör med stora korset av Nordstjärneorden 1969. Han är begravd på Lidingö kyrkogård.